# SMASH (筆記具)

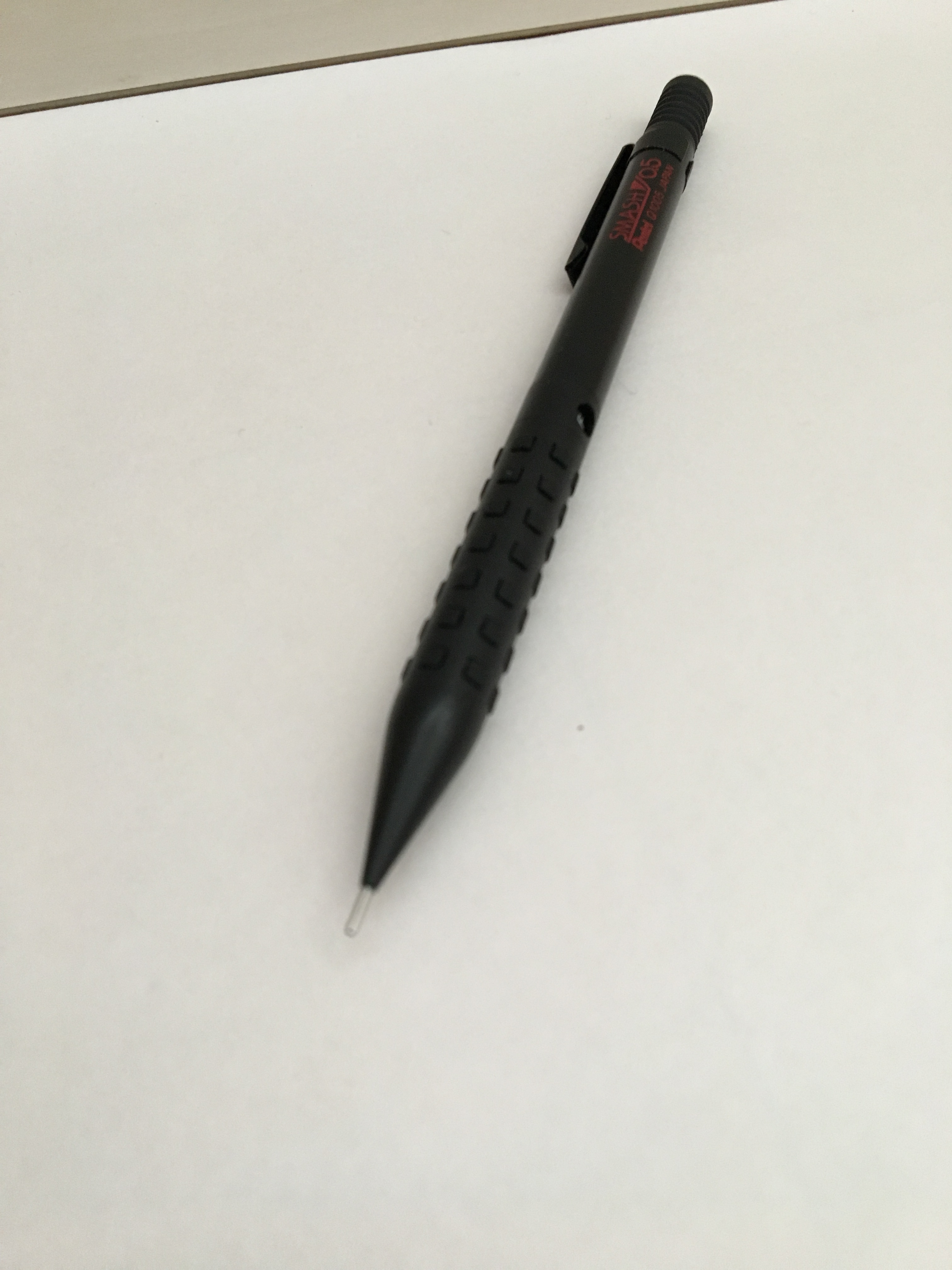
SMASH（ブラック）

SMASH（スマッシュ）は、ぺんてるが販売している一般筆記用シャープペンシルである。

## 歴史
1987年（昭和62年）にグラフ1000の一般向けモデルとしてぺんてる社が発売した。
1987年にグッドデザイン金賞を受賞。また、1989年には0.3mmがグッドデザイン・ロングライフデザイン賞を、ボールペンモデルがグッドデザイン賞を受賞している。
2008年、2009年ごろには、ブリスターパック仕様の商品が廃止され、店頭に商品が並ばない状況が続いており廃番が迫っていた。しかし、2013年にSNSで書き心地やデザインが評判となり、主に男子高校生を中心に再評価された。また、2014年にはYouTuberのはじめしゃちょーがSMASHを紹介する動画を投稿し、2014年のAmazon年間ランキングの筆記具部門で1位となった。
2019年（平成31年）3月23日に、廃番となっていた0.3mm芯用のSMASH 0.3mmが再発売された。
2022年1月に、従来のブラックに加えてレッドとダークグレーの2色が追加された。

## 構造

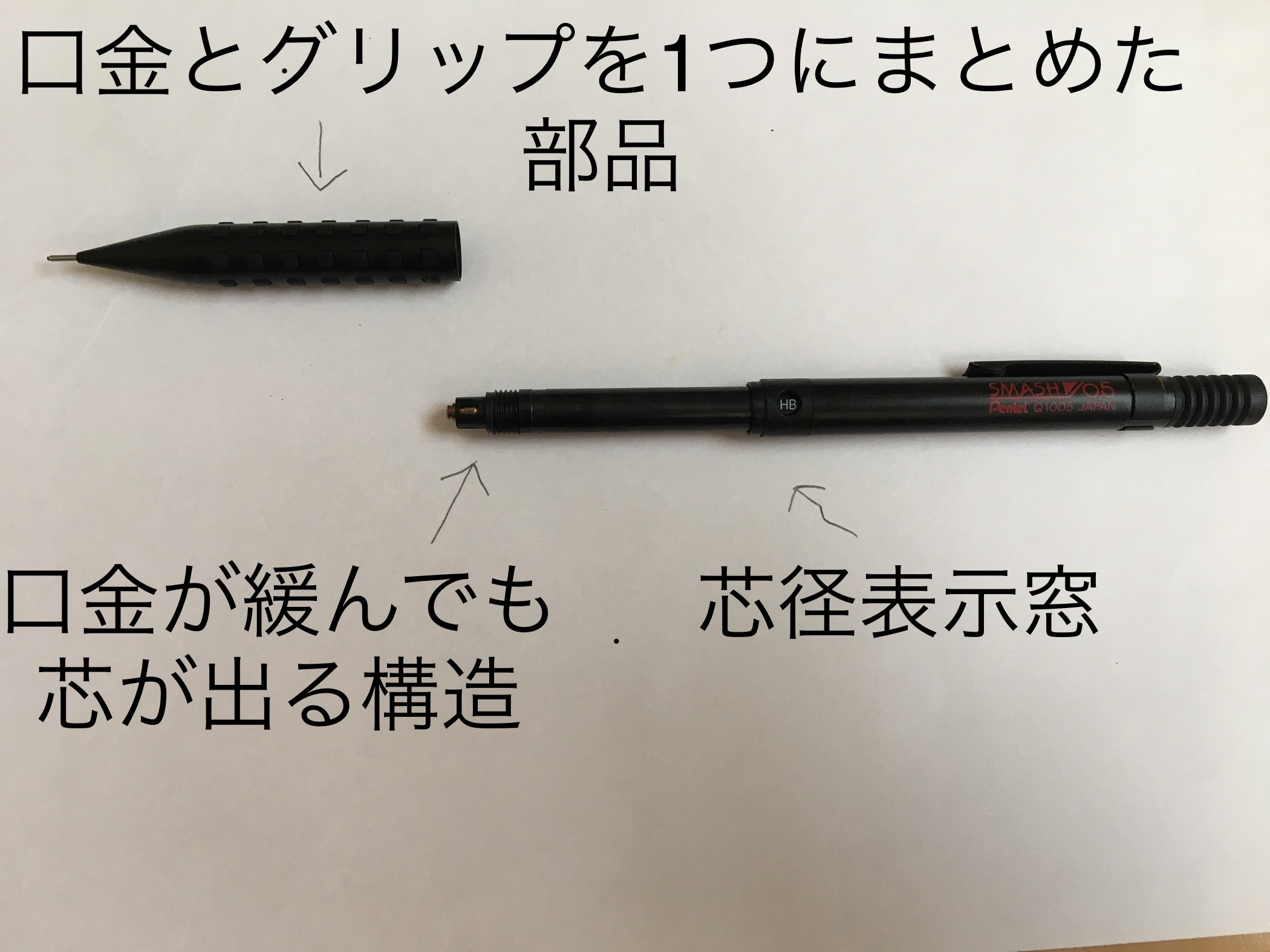
SMASHの内部構造

SMASHの発売が発売される前年である1986年に発売した製図用シャープペンシル「GRAPH1000」と同じ金属製のチャック機構を搭載している。また、製図用シャープペンシルで一般的な芯経表示窓が採用されている。
通常、シャープペンシルは口金とグリップの部品が分かれているが、SMASHではこの2つの部品が一体化されている。これにより、口金が緩むことがないため、文字が歪んだりずれたりことなく、安定した筆記を実現している。
SMASHのコンセプトであるタフさを表現するために、バイクをモチーフとしている。また、ノックボタンはショックアブソーバーをイメージした、スマッシュ独自のデザインである。

## ラインナップ

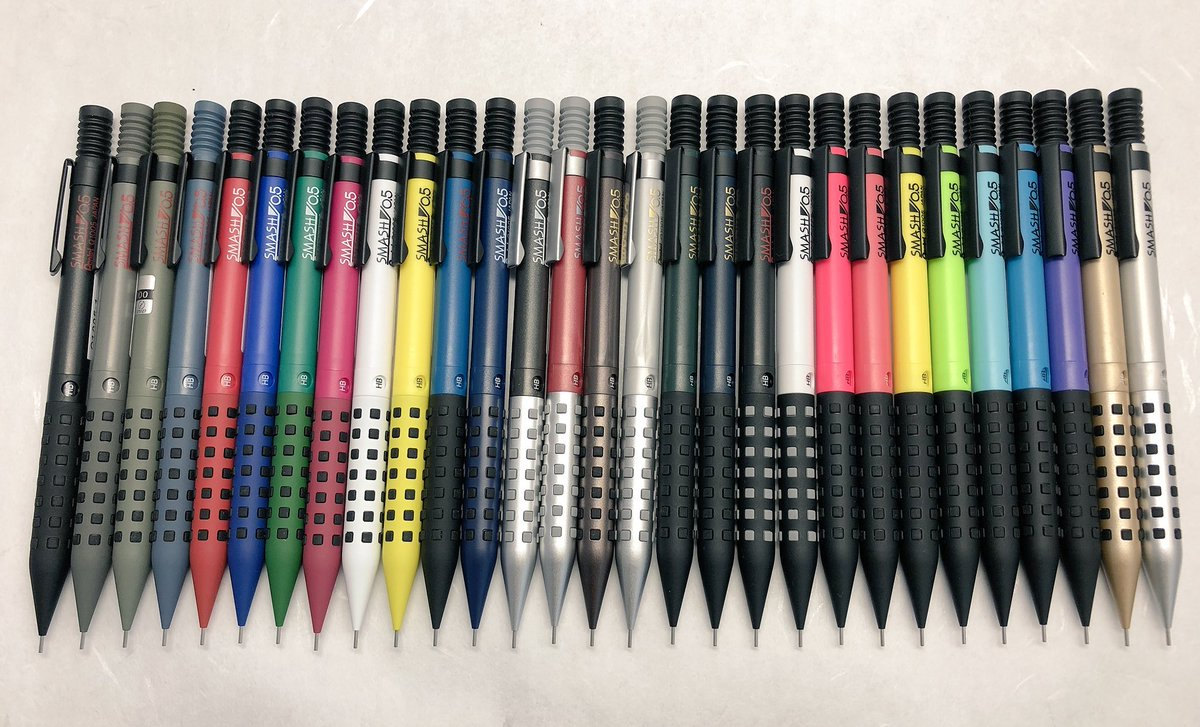
SMASHのラインナップ

1987年には0.3mm、0.5mm、0.7mm、0.9mmのほかボールペンも展開していたが、その後0.5mm以外の製品は廃番となった。
2016年に、ロフトがそれまで韓国で販売されていた5色を限定カラーとして発売して以降、ハンズやAmazonなどで販売店独自の限定カラーが多数展開されている。また、2021年にはぺんてるからも限定カラーが発売された。